# Marshall (Indiana)
Marshall és una població dels Estats Units a l'estat d'Indiana. Segons el cens del 2000 tenia 360 habitants.

## Demografia
Segons el cens del 2000, Marshall tenia 360 habitants, 131 habitatges, i 96 famílies. La densitat de població era de 556 habitants/km².
Dels 131 habitatges en un 39,7% hi vivien nens de menys de 18 anys, en un 60,3% hi vivien parelles casades, en un 13% dones solteres, i en un 26% no eren unitats familiars. En el 22,9% dels habitatges hi vivien persones soles el 10,7% de les quals corresponia a persones de 65 anys o més que vivien soles. El nombre mitjà de persones vivint en cada habitatge era de 2,75 i el nombre mitjà de persones que vivien en cada família era de 3,26.
Per edats la població es repartia de la següent manera: un 33,1% tenia menys de 18 anys, un 8,9% entre 18 i 24, un 27,2% entre 25 i 44, un 18,6% de 45 a 60 i un 12,2% 65 anys o més.
L'edat mediana era de 30 anys. Per cada 100 dones de 18 o més anys hi havia 91,3 homes.
La renda mediana per habitatge era de 33.906 $ i la renda mediana per família de 36.042 $. Els homes tenien una renda mediana de 30.417 $ mentre que les dones 22.292 $. La renda per capita de la població era de 12.889 $. Entorn del 8,4% de les famílies i el 16,7% de la població estaven per davall del llindar de pobresa.

## Poblacions més properes
El següent diagrama mostra les poblacions més properes.